# Padre padrone
Padre padrone (italiano: Padre padrone) es una película italiana de 1977 dirigida por los hermanos Taviani. Está basada en la novela homónima de Gavino Ledda.
En el Festival de Cine de Cannes de 1977 recibió la Palma de Oro y el Premio de la Crítica Internacional FIPRESCI. En 2008, fue incluida en la lista «100 film italiani da salvare», proyecto presentado en la 65 edición del Festival Internacional de Cine de Venecia y que tiene por fin reunir lo más significativo del cine italiano del período 1942-1978.

## Sinopsis
En la Cerdeña profunda de los años 1940, el pequeño Gavino no puede ir a la escuela más que dos meses anualmente; el resto del año, debe ayudar a su padre a guardar los animales. Crece así en el aislamiento, lejos de la sociedad humana. Es gracias al servicio militar a la edad de 21 años que puede escapar a la influencia de su padre. Aprender a leer es una revelación para él (se hará lingüista), y al dejar el ejército, rechaza la relación de casi esclavitud impuesta por su padre.

## Elenco
- Omero Antonutti: Efisio Ledda
- Saverio Marconi: Gavino Ledda
- Marcella Michelangeli: la madre
- Fabrizio Forte: Gavino niño
- Nanni Moretti: Cesare
- Gavino Ledda: él mismo